# Under Fire (jeu vidéo)
Pour les articles homonymes, voir Under Fire.
Under Fire est un jeu vidéo de type wargame créé par Ralph Bosson et publié par Avalon Hill en 1985 sur Commodore 64, Apple II, Atari 8-bit et IBM PC. Le jeu est ensuite publié en Allemagne sur Commodore 64 en 1987 puis sur Amiga en 1988. Le jeu se déroule pendant la Seconde Guerre mondiale et simule des combats tactiques entre les Allemands, les Russes et les Américains.

## Système de jeu
Under Fire simule des combats tactiques d’infanterie pendant la seconde Guerre mondiale. Le jeu inclut également des véhicules mais ces derniers ont seulement un rôle de support. Trois nations sont représentées dans le jeu : les allemands, les russes et les américains. Il peut être joué seul contre l’ordinateur ou à deux. Plusieurs types d’unités sont proposés dans le jeu dont les escouades d’infanterie (composées d’une dizaine d’hommes), les équipes d’artilleur, les chefs et les véhicules. Trois types de scénario prédéfinis sont disponibles dans le jeu. Ces derniers peuvent être joués sur n’importe quelle carte. Le jeu propose également une option permettant de concevoir des scénarios personnalisés. Une partie se joue sur une carte divisée en cases. Au début de chaque tour, le joueur définit les mouvements de ses troupes. L’ordinateur exécute ensuite ces déplacements jusqu’à une phase de combat dans laquelle les joueurs peuvent donner des ordres de tirs à leurs unités.  

## Accueil
En 1986, le journaliste William Harrington du magazine Computer Gaming World salue le gameplay  de Under Fire et estime que le jeu restera une référence du wargame  sur ordinateur pendant les mois, voir les années, à venir grâce aux possibilités qu’il offre en matière de création de scénario. Bien qu’il juge le jeu un peu lent sur Apple II, il le considère tout de même comme un jeu « indispensable » pour les fans de wargames qui possèdent ce micro-ordinateur. Le journaliste James Trunzo du magazine Compute! partage globalement cet avis. Pour lui, le jeu offre en effet une « flexibilité […] digne d’un War Game Construction ». Il désigne Under Fire comme un des meilleurs jeu du genre et estime que Ralph Bosson est parvenu à créer un wargame qui deviendra  sans doute un « standard »  du genre dans le futur. 